# Pedra de toc

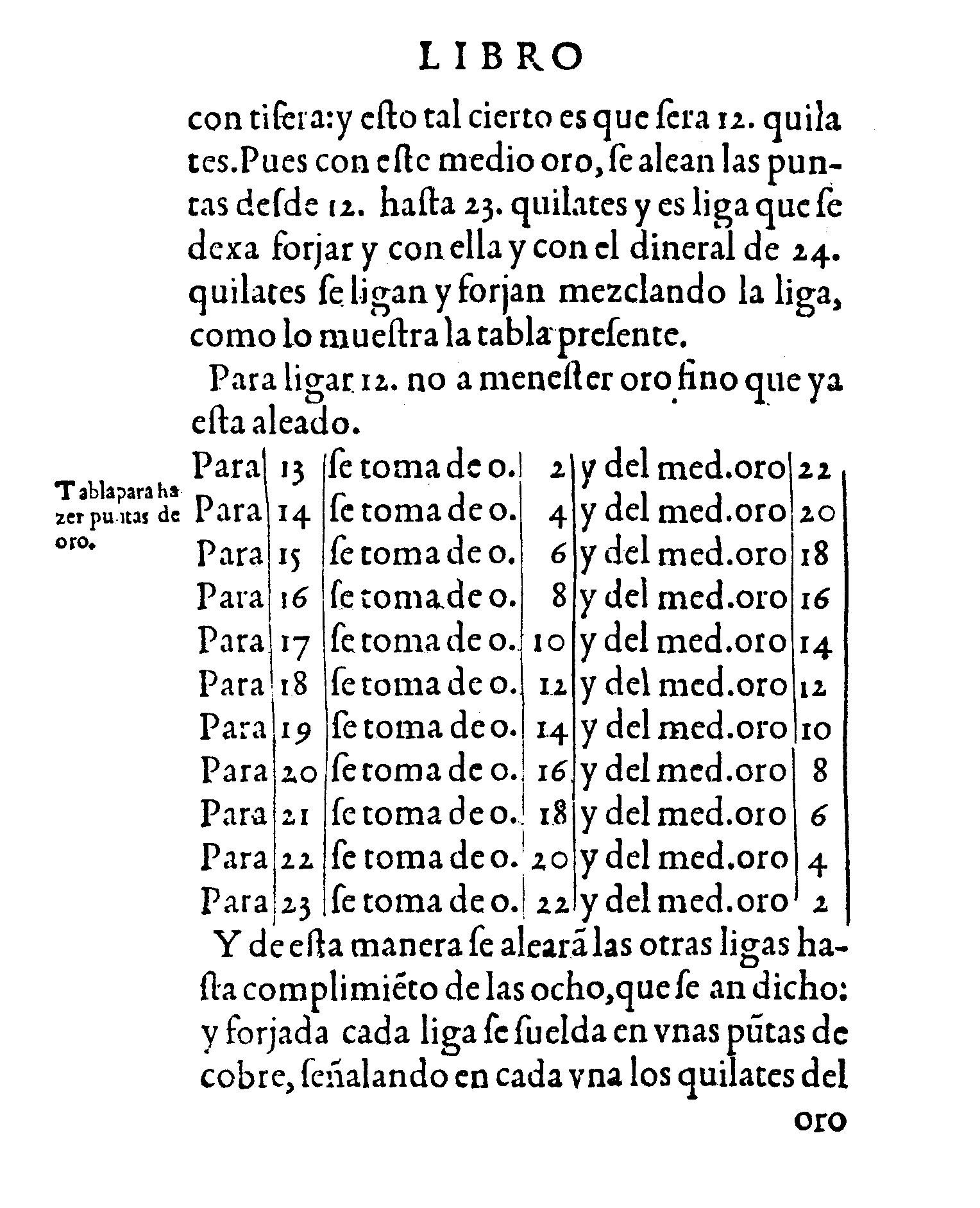
J. Arfe, Quilatar de la plata, or i pedres, p. 36

La pedra de toc és la pedra que s'empra en un procediment visual, qualitatiu i no destructiu d'anàlisi metal·lúrgica, destinat específicament a la determinació de la llei que pugui tenir una peça d'or o de plata sotmesa a assaig. Consisteix en la comparació visual de les marques fetes sobre una base adequada pel fregament tant de la peça en qüestió com d'una altra o d'altres prèviament calibrades.

## Història

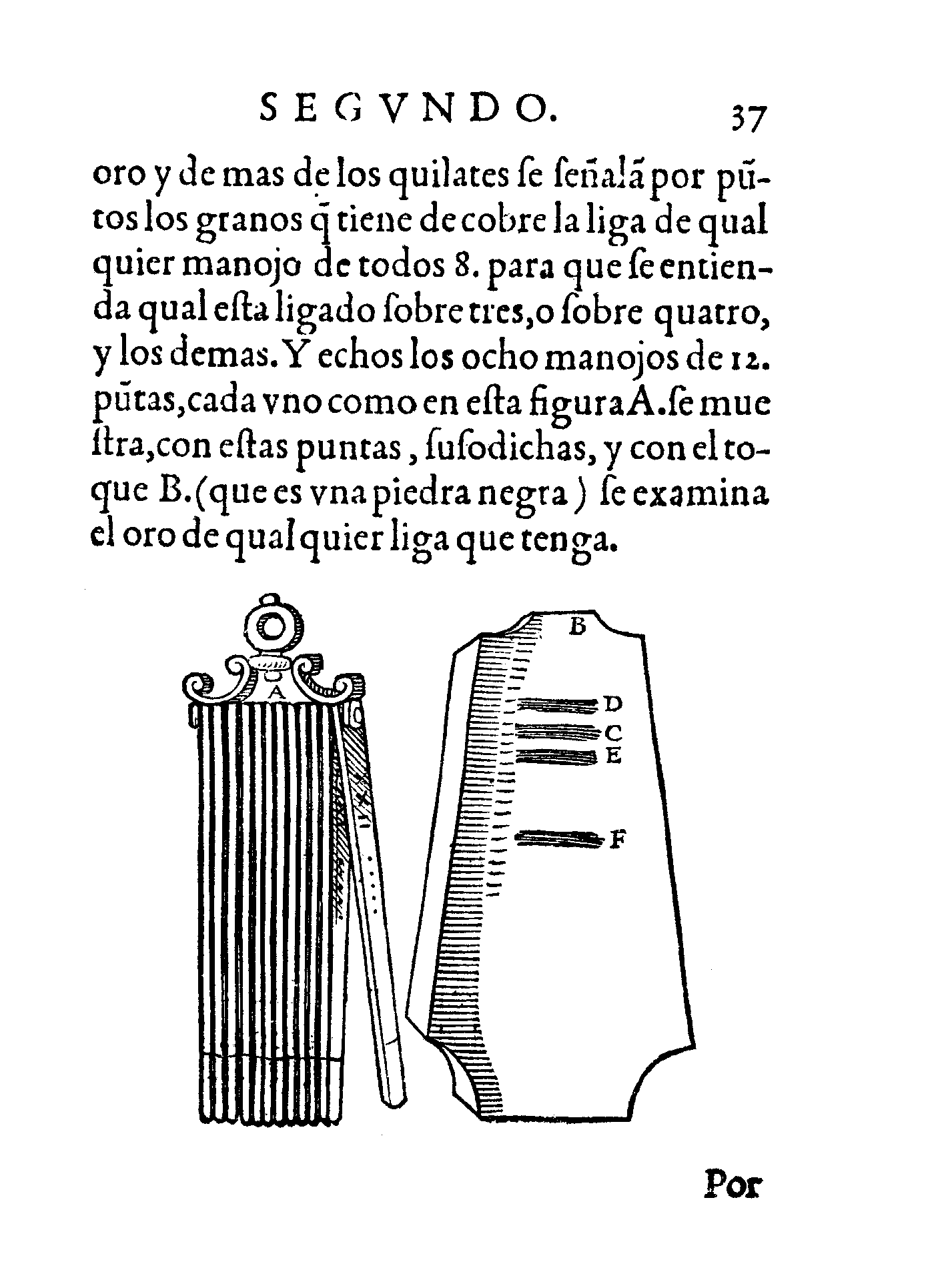
J. Arfe, Quilatar de la plata, or i pedres, p. 37

El mètode es coneixia ja en temps de la Grècia clàssica (ja que Teofrast l'esmenta en De lapidibus), però pot ser que sigui molt anterior. Va continuar sent utilitzat regularment per miners, orfebres, argenters i canvistes al llarg de la història, almenys fins a la consolidació dels procediments químics d'anàlisi, ja ben avançat el segle xix. Els primers manuals metal·lúrgics publicats a Europa al segle xvi (Probierbüchlein, 1524); De re metallica (1556), d'Agricola; Quilatar de la plata, oro i piedras (1572), de Juan de Arfe) el van descriure amb detall. I l'orientació quantitativa que s'anava imposant per aquella època va fer que es donés especial atenció a l'elaboració de les puntes calibrades, de les quals depèn per complet la finor del mètode i el seu grau de precisió, i el converteixen de fet en un procediment analític semiquantitatiu. La popularitat que va aconseguir (en servir, entre altres coses, per a diferenciar les monedes veritables de les falses, quan les peces eren d'or i de plata) queda prou reflectida en l'expressió pedra de toc, pertanyent des de fa molt de temps al patrimoni popular de totes les llengües i amb la qual es fa referència a alguna cosa que permet deixar clar el valor real d'alguna cosa d'aparença dubtosa.

## Descripció

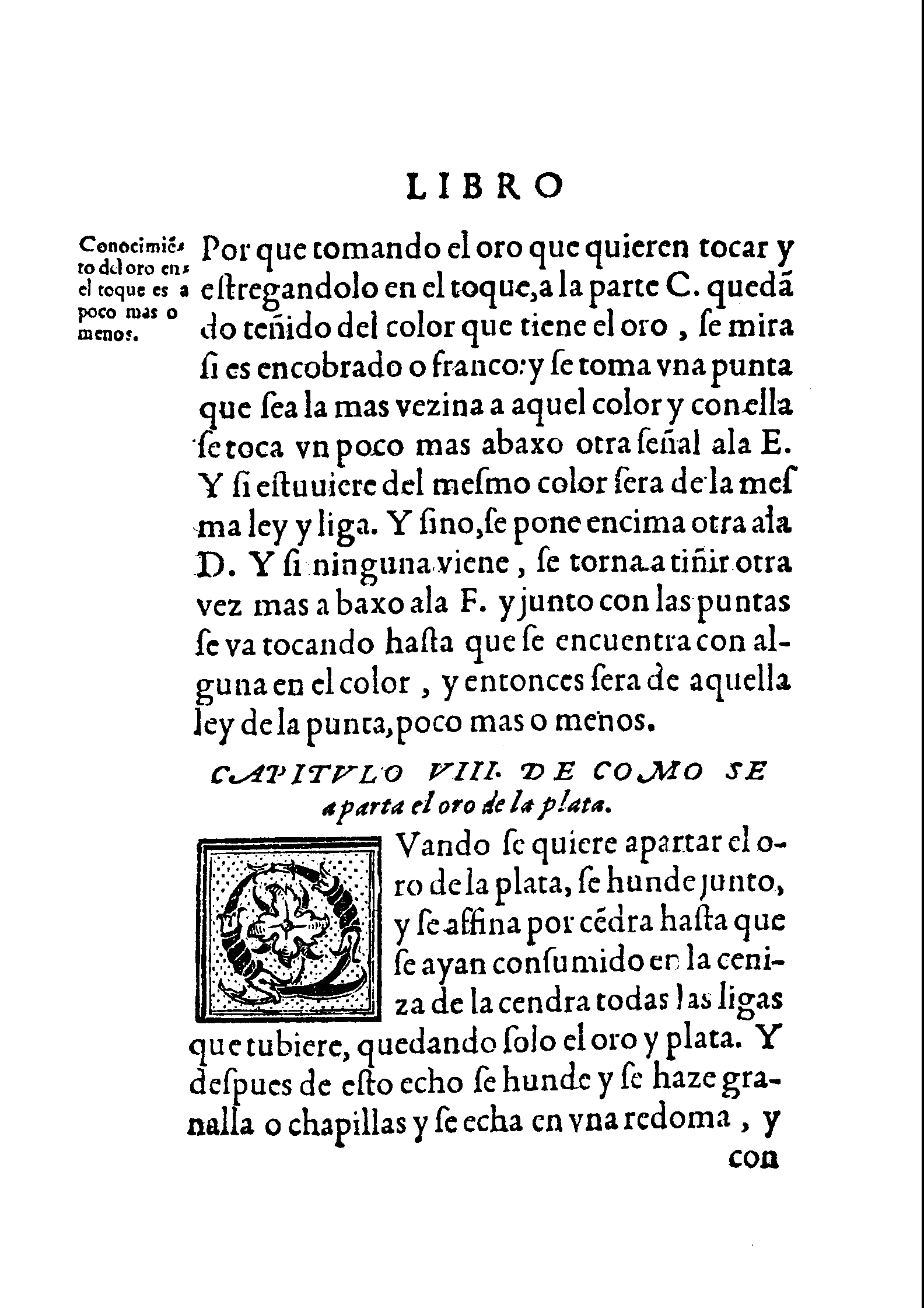
J. Arfe, Quilatar de la plata, or i pedres, p. 38

Rep el nom de pedra de toc la superfície sobre la qual es fregava. És el que fa Arfe, que la caracteritza succintament com pedra negra. Probablement, seria un tros de carbó mineral, de pissarra, d'hematita o d'àgata, ja que no abunden els minerals completament negres en estat natural; s'esmenta també en algunes fonts la pedra de Lídia o lidita (basanita), un tipus rar de jaspi, que és negrós. Que Arfe sigui tan imprecís en aquest punt, quan era bon coneixedor de la mineralogia, com la seva pròpia obra demostra, indica que la substància de la pedra no és especialment important, sinó només el seu color negre, que és el que sí que concreta. Aquesta preferència per la negror deriva del fet que, sent la traça deixada en els metalls de to clar, se n'apreciaren millor els matisos en augmentar el contrast amb el fons sobre el qual es fa. Aquesta pedra seria més adequada com més dura fos, lleugerament abrasiva, però de gra fi, i compacta, per a facilitar el traçat de les marques sense interferir amb els resultats.
Joan Arfe descriu amb detall el procediment. Després d'exposar minuciosament la manera de fabricar la sèrie de calibres (ni més ni menys que 96 peces per a cobrir totes les possibilitats dels aliatges habituals en el cas de l'or), diu (amb lleugers retocs ortogràfics per a major llegibilitat):
| « | I fets els vuit manats de 12 puntes, cada un com en aquesta figura A es mostra, amb aquestes puntes esmentades, i amb la pedra de toc B (que és una pedra negra), s'examina l'or de qualsevol lliga que tingui. Perquè prenent l'or que volem tocar i refregant-lo sobre la pedra de toc, la part C queda tenyida del color que té l'or; s'observa si és color coure o franc i es pren una punta que sigui la més veïna a aquell color, i amb aquesta es toca una mica més avall un altre senyal a la E. I si és del mateix color serà de la mateixa llei i lliga. I si no, se'n posa sobre una altra a la D. I si hi cap bé, es torna a tenyir una altra vegada més baix a la F i juntament amb les puntes es va tocant fins que se'n troba alguna del mateix color, i llavors serà la llei d'aquella punta, si fa no fa. (Quirats, Llibre segon, capítol VIII: "De com es fan les puntes per tocar l'or", p. 37.) | » |

L'autor insisteix en la contigüitat que hi ha d'haver entre la taca sota assaig i les dels calibres, única forma d'assegurar els resultats més fiables i reproduïbles, de manera que no hi caben més que dos senyals d'aquestes per cada senyal de prova, l'una per sobre i una altra per sota; si així no s'hi aconsegueix una coincidència satisfactòria, caldrà fer una nova taca amb la prova, disposant-la prou espaiada perquè hi càpiga una altra comparació per sobre d'aquesta, i així successivament.
En el cas de la plata, es procedeix d'igual manera, però només amb onze puntes, perquè "és tan poc el valor en la plata que no veig per què esgotar tant, sinó deixar-lo al judici de l'artífex". (Quirats, Llibre primer, capítol VIII: De la prova ordinària de la plata, p. 18.)

## Toc actual

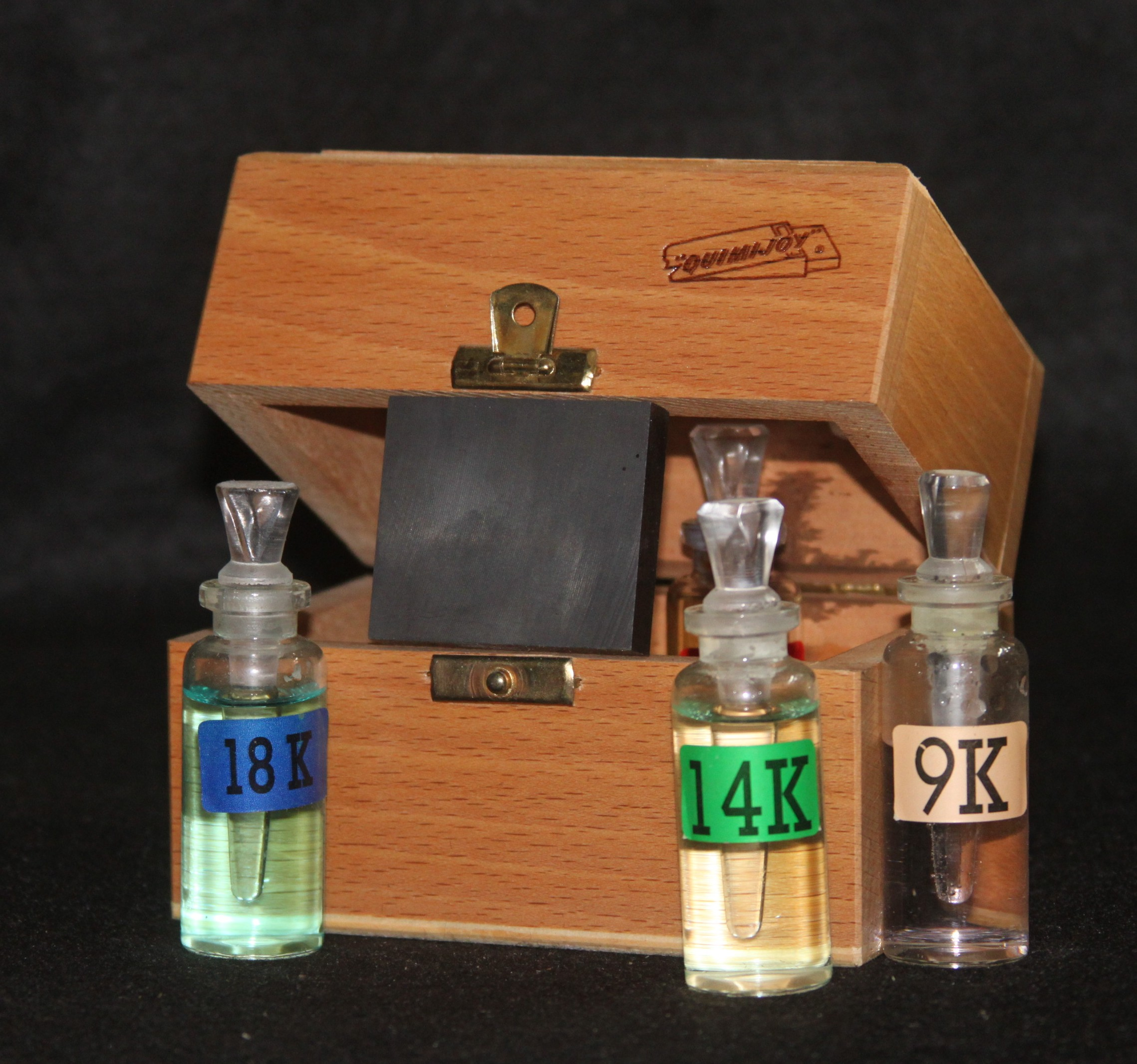
Toc líquid

La forma més moderna d'aquest mètode analític es presenta com un conjunt que es ven ja preparat en un estoig i en el qual els calibres són mines de llapis, i s'hi afegeixen reactius àcids graduats, que dissolen els aliatges normalitzats de determinada llei, mentre que no alteren les de llei superior.
L'essència del procediment continua tenint aplicació mineralògica fins avui, com a mètode fàcilment practicable tant per caracteritzar la duresa dels minerals (escala de Mohs, determinada per la ratlladura d'una peça per una altra) com per identificar-los (mètode de la ratlla).